# Giuseppe Baresi
Giuseppe Baresi (ur. 7 lutego 1958 w Travagliato) – włoski piłkarz, grający na pozycji pomocnika.

## Kariera piłkarska
Giuseppe Baresi przez większość kariery był zawodnikiem Interu Mediolan. Przez 16 lat gry w zespole Nerazzurrich rozegrał 559 spotkań, w tym 392 w Serie A i strzelił 13 bramek. W latach 1992–1994 występował w Modenie. Grał także we włoskiej reprezentacji piłkarskiej, w której rozegrał 18 meczów. Przez całą karierę pozostawał w cieniu brata – Franca Baresiego, który był piłkarzem A.C. Milan.

## Kariera trenerska
2 czerwca 2008 roku Giuseppe Baresi został wybrany asystentem trenera Joségo Mourinho. Wcześniej odpowiadał za klubowy system szkolenia młodzieży. Po zatrudnieniu Rafy Beniteza został asystentem technicznym. Powrócił na wcześniejszą posadę po objęciu funkcji pierwszego trenera Interu przez Leonardo. Za Gian Piero Gasperiniego Baresi ponownie został asystentem techniczym, by odzyskać stanowisko pierwszego asystenta u Andrei Stramaccioniego.

## Sukcesy
- 2 Mistrzostwa Włoch,
- 2 Puchary Włoch,
- Superpuchar Włoch.